# River Coln
River Coln är ett vattendrag i Storbritannien.   Det ligger i riksdelen England, i den södra delen av landet, 110 km väster om huvudstaden London.